# Apeldoorn
Apeldoorn (dolnoněmecky Apeldoorne) je obec a město ve středním Nizozemsku, jedno ze tří největších sídel v provincii Gelderland. Západní část obce se nachází v oblasti Veluwe, východní v údolí řeky IJssel. Žije zde přibližně 165 tisíc obyvatel.

## Historie
Nejstarší zmínky o městě pochází z 8. století.
Místo se stalo venkovským sídlem oranžsko-nasavského rodu. V 80. letech 17. století nechal Vilém III. Oranžský vybudovat v severní části města palác, v dnešní době nazývaný Het Loo, a po svém zvolení anglickým králem ho ještě rozšířil. Naposledy byl palác obýván královnou Vilemínou, poté byl královskou rodinou opuštěn a otevřen veřejnosti jako muzeum. Hlavní expozice představuje pokoje zařízené v různých obdobích, součástí muzea je i výstava řádů a vyznamenání v křídle paláce a dopravních prostředků královské rodiny v konírně. Zpřístupněny jsou také přilehlé zahrady a park.
Na státní svátek Koninginnedag 30. dubna 2009 došlo během oslav v blízkosti paláce k incidentu, při kterém útočník, jenž se snažil spáchat atentát na královnu Beatrix, najel v automobilu do davu lidí.

## Osobnosti
- Piet de Jong (1915–2016), nizozemský ministerský předseda
- Ans Schutová (* 1943), nizozemská rychlobruslařka
- Peter Bosz (* 1963), nizozemský fotbalový trenér a bývalý fotbalový záložník
- Steven Berghuis (* 1991), nizozemský fotbalista

## Partnerská města
- Burlington, Kanada
- Charlottenburg-Wilmersdorf, Německo
- Gagny, Francie